# Lorca-San Diego
Lorca-San Diego (hiszp. Estación de Lorca-San Diego) – przystanek kolejowy w miejscowości Puerto Lumbreras, we wspólnocie autonomicznej Murcja, w Hiszpanii. Przystanek obsługuje pociągi linii C-2 Cercanías Murcia/Alicante.
W przyszłości będzie to stacja na nowej linii dużej prędkości Murcia-Almería.

## Położenie
Znajduje się na linii Murcja – Águilas, na wysokości 327 m n.p.m..

## Linie kolejowe
- Murcja – Águilas